# Gjesværstappan
Gjesværstappan ist eine Inselgruppe im Europäischen Nordmeer.
Sie besteht aus mehreren kleinen Inseln mit steilen Küsten und gehört zur norwegischen Gemeinde Nordkapp. Die Gesamtfläche der kargen, mit Gras bewachsenen Inseln beträgt 1,7 km². Die Inseln liegen nördlich vor dem auf Magerøya liegenden Dorf Gjesvær. Die drei Hauptinseln der Gruppe sind Storstappen, Kjerkestappen und Bukkstappen.
Storstappen erreicht eine Höhe von 283 m. Nordwestlich schließt sich an Storstappen die Halbinsel Stauren (165 m) an. Kjerkestappen erreicht 166 m und Bukkstappen eine Höhe von 92 m. In der Vergangenheit waren die Inseln von Menschen bewohnt. Auf der Insel Kjerkestappen befand sich eine Kirche. 1935 oder 1936 wurden auf Gjesværstappan fünf Königspinguine ausgesetzt. Sie lebten hier etwa eine Woche und waren dann verschwunden, wobei angenommen wird, dass sie getötet und gegessen wurden.
1983 wurden die Inseln und das sie umgebende Meer auf einer Fläche von 5,5 km² zum Naturschutzgebiet erklärt. Hier, insbesondere auf den Klippen von Storstappen, befindet sich die größte Seevogelkolonie Norwegens. Zwischen dem 15. Juni und dem 15. August eines jeden Jahres ist das Betreten des Gebiets verboten.
1988 wurden Kormorane (70 Brutpaare), Krähenscharben (50), Dreizehenmöwen (5.000–10.000), Trottellummen (600), Dickschnabellummen (25), Tordalken (2.500), Papageitaucher (50.000) sowie Nester von Basstölpeln festgestellt. Genannt werden außerdem Eissturmvögel und Sturmschwalben.